# Globo Educação
Globo Educação foi um programa exibido aos sábados na TV Globo entre 6 de junho de 2009 e 2 de agosto de 2014. Foi apresentado pela jornalista Helena Lara Resende no formato independente, e pela Sandra Annemberg com a parte do bloco Globo Cidadania.
O programa apresentava ainda um quadro com dados do movimento Todos pela Educação e comentários de especialistas que analisam problemas concretos e formulam sugestões práticas para enfrentá-los.
Era o primeiro programa a passar no Globo Cidadania, que estreou no dia 3 de setembro de 2011 e terminou no dia 2 de agosto de 2014, sendo substituído pelo Como Será?, que estreou no dia 9 de agosto de 2014.
Antes de se tornar um programa independente, Globo Educação era um bloco/espaço na programação da TV Globo nas manhãs de sábado, onde eram exibidos programas e seriados de autoria da Fundação Roberto Marinho e/ou do Canal Futura, tais como "Sentidos da Vida", "Viva o Mar", "Olho d'água", "Mãos à Obra" e "Um pé de quê".